# 库尔德伊斯兰主义
库尔德伊斯兰主义，又称库尔德伊斯兰民族主义，是库尔德民族主义的伊斯兰主义形式，因其伊斯兰主义的特征而与其他主流的世俗库尔德民族主义不同。